# تفاعل تحلق
تفاعل التحلّق  في الكيمياء العضوية هو تفاعل كيميائي يتضمن تشكيل حلقة جديدة في الجزيء. يمكن تشكيل الحلقات في الجزيئات للحصول على مركبات متعددة الحلقات مثل الأسينات أو الهيليسينات. من الأمثلة على تفاعلات التحلق كل من تفاعل تحلق روبنسون Robinson annulation و بعض تفاعلات الإضافة الحلقية.

## تفاعل عبر تحلقي
في التفاعل عبر تحلقي transannulation يتم تفاعل التحلق مروراً بحلقة متوفرة لتشكيل مركب ثنائي الحلقة وذلك برابطة كربون-كربون داخل الجزيء مروراً بتشكيل حلقة أحادية ضخمة.
كمثال على ذلك تفاعل تشكل حلقة 5-ميثيلين حلقي الأوكتانون من ألكين-كيتون والذي يمر عبر تشكل مركب كيتيل وسطي بوجود حفاز من يوديد الساماريوم الثنائي.

## تفاعل تحلق بنزيني
يشير تفاعل التحلق البنزيني إلى المركبات الحلقية العطرية الناتجة من إضافة حلقة/حلقات عطرية إلى حلقة البنزين. يحوي الجدول أمثلة على هذه المركبات:
| مشتق التحلق البنزيني | مصدر المركب الحلقي |
| -------------------- | ------------------ |
| بنزوبيرين            | بيرين              |
| كينولين              | بيريدين            |
| إيزوكينولين          | بيريدين            |
| كرومين               | بيران              |
| إيزوكرومين           | بيران              |
| إندول                | بيرول              |
| إيزوإندول            | بيرول              |
| بنزوفوران            | فوران              |
| إيزوبنزوفوران        | فوران              |
| بنزإيميدازول         | إيميدازول          |